# Invasão eslovaca da Polônia
A invasão eslovaca da Polônia ocorreu durante a invasão da Polônia pela Alemanha Nazista em Setembro de 1939. A recém-criada República Eslovaca juntou-se ao ataque e o Exército de Campanha Bernolák contribuiu com mais de 50.000 soldados em três divisões.   Dado que a maior parte das forças polacas estavam em confronto com os exércitos alemães, que estavam mais a norte da fronteira sul, a invasão eslovaca encontrou apenas uma resistência fraca e sofreu perdas mínimas.

## Prelúdio
Em 14 de março de 1939, o Estado Eslovaco foi estabelecido como estado cliente da Alemanha, o que iniciou a dissolução da Tchecoslováquia. A parte sul-eslovaca da Tchecoslováquia continha uma população húngara substancial (a Eslováquia fazia parte do Reino da Hungria). Foi conquistado pelo Exército Real Húngaro como resultado da Primeira Arbitragem de Viena em 2 de novembro de 1938. 
O pretexto político oficial para a participação da Eslováquia na Campanha Polaca foi uma pequena área disputada na fronteira entre a Polónia e a Eslováquia. A Polónia apropriou-se da área em 1 de outubro de 1938, após o Acordo de Munique do mês anterior. Além disso, alguns políticos polacos apoiaram a Hungria no seu esforço para incluir áreas que eram habitadas maioritariamente por húngaros. 
Durante discussões secretas com os alemães de 20 a 21 de julho de 1939, o governo eslovaco concordou em participar do ataque planejado da Alemanha à Polônia e em permitir que a Alemanha usasse o território eslovaco como área de preparação para as tropas alemãs. Em 26 de agosto, a Eslováquia mobilizou as suas forças armadas e estabeleceu um novo exército de campanha, codinome "Bernolák", com 51.306 soldados. Além disso, 160 mil reservistas foram convocados, com 115 mil entrando em serviço até 20 de setembro de 1939. 

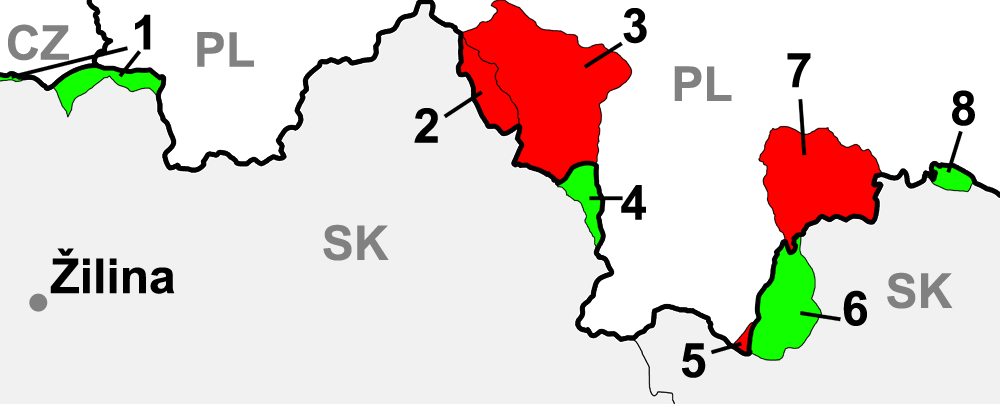
Áreas fronteiriças disputadas com a Polônia. Em 1920, as áreas vermelhas foram atribuídas à Polônia e as áreas verdes à Checoslováquia.

## Ordem de batalha
O grupo militar Bernolák foi liderado pelo ministro da Defesa eslovaco, Ferdinand Čatloš, e teve o seu quartel-general inicial em Spišská Nová Ves, embora depois de 8 de setembro este tenha sido transferido para Solivar, perto de Prešov. Consistia em:
- 1ª Divisão de Infantaria "Jánošík", liderada por Anton Pulanich no setor Spišská Nová Ves–Prešov.
- 2ª Divisão de Infantaria "Škultéty", liderada por Alexander Čunderlík no setor Brezno–Poprad.
- 3ª Divisão de Infantaria "Rázus", liderada por Augustín Malár no setor leste do Alto Tatra.
- Uma unidade motorizada "Kalinčiak" foi criada em 5 de setembro, mas a campanha terminou antes de chegar ao front.

O grupo fazia parte do Grupo de Exércitos Alemão Sul  estava subordinado ao 14º Exército, liderado por Wilhelm List; e contribuiu para o total do 14º Exército de cinco divisões de infantaria, três divisões de montanha, duas divisões Panzer e uma divisão da Luftwaffe. As tarefas de Bernolák eram impedir uma incursão polaca na Eslováquia e apoiar as tropas alemãs.
Eles foram combatidos pelo Exército Polonês dos Cárpatos, que consistia principalmente de unidades de infantaria com algum apoio de artilharia leve e sem tanques.

## Campanha
O ataque começou sem uma declaração formal de guerra em 1º de setembro de 1939, às 5h da manhã. A 1ª Divisão ocupou a vila de Javorina e a cidade de Zakopane e continuou em direção a Nowy Targ para proteger a 2ª Divisão de Montanha Alemã pela esquerda. :50 Nos dias 4 e 5 de setembro, travou combates com unidades regulares do exército polonês. Em 7 de setembro a divisão interrompeu seu avanço 30km dentro do território polaco. Mais tarde, a divisão foi recuada, restando um batalhão até 29 de setembro para ocupar Zakopane, Jurgów e Javorina.
A 2ª Divisão foi mantida na reserva e participou apenas em operações de limpeza apoiadas pelo grupo Kalinčiak. A 3ª Divisão teve que proteger 170km da fronteira eslovaca entre Stará Ľubovňa e a fronteira com a Hungria. Travou pequenas escaramuças e, após vários dias, entrou em território polaco e encerrou o seu avanço em 11 de setembro. 
Dois ou três esquadrões aéreos eslovacos (codinome Ľalia, Lily) foram usados para reconhecimento, bombardeio e apoio próximo aos caças alemães. Dois aviões eslovacos foram perdidos (um devido ao fogo antiaéreo, outro devido a um acidente acidental) e um avião polonês foi abatido. As perdas totais da Eslováquia durante a campanha foram de 37 mortos, 114 feridos e 11 desaparecidos. 

## Consequências
Todas as unidades eslovacas foram retiradas até o final de setembro de 1939. Em 5 de outubro, um desfile militar vitorioso foi realizado em Poprad. As unidades mobilizadas foram gradualmente desmobilizadas e o Grupo de Exércitos Bernolák foi dissolvido em 7 de outubro.
O Exército Eslovaco fez cerca de 1.350 prisioneiros civis na Polônia. Em fevereiro de 1940, cerca de 1.200 deles foram entregues aos alemães e alguns dos restantes aos soviéticos. Os restantes foram mantidos num campo de prisioneiros eslovaco em Lešť. 
Todo o território disputado, seja na Polônia a partir de 1920 ou apenas a partir de 1938, foi entregue à Eslováquia, o que foi confirmado por uma resolução parlamentar eslovaca em 22 de dezembro de 1939. Esse acordo durou até 20 de maio de 1945, quando a linha de fronteira voltou à sua posição de 1920. Uma vez que a guerra começou sem uma declaração formal de guerra e já não havia prisioneiros de guerra polacos detidos pela Eslováquia, não houve nenhum tratado de paz formal entre a Polônia e a Eslováquia. 

## Galeria
| {{{caption}}}              |
| Komańcza, Polônia, em 1939 |

| {{{caption}}}                                                                                   |
| Alegres soldados alemães e eslovacos posando com civis ucranianos em Komańcza, Polônia, em 1939 |

| {{{caption}}}                                                             |
| Secções alemãs do exército eslovaco juntando-se às celebrações da vitória |

| {{{caption}}}                                           |
| Alexander Mach felicita soldados eslovacos condecorados |

| {{{caption}}}                        |
| O Estado Eslovaco depois da campanha |